# Джозеф Фішер
Джозеф Фішер (нар. 24 лютого 1909, Белфаст, Ітциг, Люксембург — пом. 6 червня 1986, Еш-сюр-Альзетт, Люксембург) — люксембурзький футболіст, півзахисник.

## Клубна кар'єра
Футбольну кар'єру розпочав 1924 року в клубі «Ред Бойз Дифферданж». У 1932 році перебрався в «Насьйональ» (Шиффланж). Футбольну кар'єру завершив 1940 року.

## Кар'єра в збірній
У футболці національної збірної Люксембургу дебютував 5 жовтня 1924 року в програному (1:4) виїзному товариському поєдинку проти збірної Бельгії. Учасник олімпійських ігор 1928 та 1936 років. Востаннє футболку люксембурзької збірної одягав 7 квітня 1940 року в нічийному (1:1) виїзному товариському матчі проти Бельгії. Загалом у складі національної команди зіграв 49 матчів.